# Flamanski pokret
Flamanski pokret (hol. Vlaamse Beweging) je kolektivni naziv za sva udruženja i osobe koji se zalažu za veću autonomiju Flandrije, zaštitu holandskog jezika, flamanske kulture i istorije. U nekim slučajevima pokret podrazumeva i težnju ka otcepljenju od Belgije i formiranju nezavisne države.

## Istorijski kontekst
U Beligiji je od belgijske revolucije 1830. godine i sticanja nezavisnosti postojao problem ravnopravnosti jezika. Većinom su pripadnici buržoazije, koji su gajili liberalne i revolucionarne ideje, bili pokretači revolucije. Nakon otcepljenja od Ujedinjenog nizozemskog kraljevstva uprava je pala u ruke pripadnika buržoazije. Kako su oni govorili francuski, francuski postaje jezik uprave. Kao što je bio slučaj i u prethodnim vekovima sa frankofonom aristokratijom. Mnogi su doživeli razočarenje jer su očekivali da će maternji jezik Flamanaca takođe biti u upotrebi u novoj državi.

## Nastanak flamanskog pokreta
Prva reakcija na ovu frankofonizaciju dolazi iz umetničkih miljea, konkretnije pisaca i pesnika kao što su Konsjans (хол. Hendrik Conscience), Rodenbah (hol. Albrecht Rodenbach) i Gezele. Neki književnici su pokušali da naprave mesto za holandski koji bi ravnopravno stajao pored francuskog, jezika elite i intelektualaca. Da bi postojala jedna nacija ona mora da ima jedan jezik i zajedničku istoriju. Jan Frans Vilems i Jan Baptist David su proučavali jezik i istoriju Flandrije. Pronalazili su zapise na staroholandskom, ponovo ih objavljivali, proučavali dijalekte u celoj zemlji i sakupljali narodne umotvorine. Takođe su stvarali na holandskom kako bi pokazali da i holandski može da bude književni jezik.
Gvido Gezele (hol. Guido Gezelle) je takođe proučavao narodni jezik. Kako je bio sveštenik, verovao je da bi Flandrija pored jednog jezika i zajedničke istorije trebalo da ima i jednu veru. Prema njegovom mišljenju Flandrija je pripadala katoličkoj veri, međutim nisu se svi slagali sa tim. Kako je Flamanski pokret sve više postajao politički angažovan, tako su nastajale suprotnosti između katolika i liberala. Flamanski pokret se udružio sa oba pravca kako bi ispunio svoje političke ciljeve i tako su nastala dva krila unutar pokreta: liberalni Vilemsfonds (hol. Willemsfonds) i katolički Davidsfonds (hol. Davidsfonds), nazvani po osnivačima pokreta.
Od 1870. godine, flamanski pokret dobija širu, narodnu podlogu koja se sve više udaljava od književnog pokreta za zaštitu jezika. Sve više postaje politički pokret sa zahtevima samostalne uprave i potpune upotrebe holandskog u obrazovanju i javnom životu u Flandriji. Osnovan je i studentski pokret „Katholieke Vlaamse Studentenbeweging” u koji su se okupljali flamanski studenti iz različitih delova zemlje. Pre političke angažovanosti pokret se većinom može smatrati kulturnim, pa otuda naziv kulturni flamingantizam (hol. cultuurflamingantisme).

## Prvi svetski rat
Tokom Prvog svetskog rata dolazi do podele pokreta na tri dela: aktivisti, koji su sarađivali sa nemačkim okupatorima radi postizanja ličnih ciljeva, verujući da će uz njihovu pomoć uspeti da se izbore za nezavisnu flamansku zajednicu; pasivisti, koji su odbijali saradnju sa okupatorom; i Frontovski pokret (hol. Frontbeweging), koji se protivio upotrebi francuskog u belgijskoj vojsci na frontu. Frontovski pokret je pokazivao svoje nezadovoljstvo postavljajući nadgrobne ploče nastradalim flamanskim vojnicima sa natpisom AVV-VVK (hol. Alles voor Vlaanderen-Vlaanderen voor Kristus, srp. Sve za Flandriju-Flandrija za Hrista).

## Kolaboracija
U međuratnom periodu, Flamanski pokret je, politički organizovan u Frontovsku partiju, dostigao svoj vrhunac. Vremenom se iz demokratske i progresivne partije pretvorio u autotitaran pokret sa političkim partijama: Flamanska nacionalna unija (hol. Vlaamsch Nationaal Verbond - VNV) i Verdinaso partija (hol. Verbond van Dietsche Nationaal Solidaristen). Tokom Drugog svetskog rata, neki pripadnici Flamanskog pokreta se ponovo upuštaju u kolaboraciju. Posledice represije nakon rata su bile jako stroge kazne: više od 400.000 dosijea, 240 smrtnih kazni, kao u slučaju Lea Findefohela i Augusta Bormsa. Flamanski pokret je bio uništen i moralno diskreditovan. Maja 1949. godine, ipak je ponovo oformljena partija Vlaamse Concentratie, prva flamanska posleratna partija koja je težila amnestiji osuđenih pod politikom represije.

## Flamanski Luven
Flamanski Luven (hol. Leuven Vlaams) je konflikt iz 1968. godine. To je bila borba flamanskih studenata i profesora za jezičko odvajanje Katoličkog univerziteta u Luvenu. Ishod je bio osamostaljenje Katoličkog univerziteta u Luven na holandskom jeziku i formiranje novog univerziteta na teritoriji francuske jezičke zajednice.

## Na vlasti
Politička partija Narodna unija (hol. Volksunie) je bila uključena u pregovore o državnoj reformi 1977. Pregovori su rezultirali u kontraverzni Egmontpakt (hol. Egmontpact) nazvanom po palati Egmont (hol. Egmontpaleis) u Briselu, gde su se noću održali tajni sastanci. Sporazum je naišao na masovni protest. Navodno je radikalno antibelgijsko krilo Flamanskog pokreta smatralo da je napravljeno previše ustupaka francuskoj jezičkoj zajednici. Uprkos protestima Egmontpakt je odobren, ali kako su se protesti nastavili, premijer Leo Tindemans je neočekivano dao ostavku. Posledica je pad vlade i nesprovođenje sporazuma. Rascep unutar Narodne unije doveo je do stvaranja Flamanskog Bloka (hol. Vlaams Blok) 1978. Federalizam je definitivno nastupio 1988. godine pri trećoj državnoj reformi. Belgija je 1993. godine sporazumom Sint-Michielsakkoord zvanično proglašena federacijom.

## Danas
Flamanski nacionalizam je danas preovladavajuća struja u Flamanskom pokretu. Skorašnja pojava je da se posvećuje pažnja novim Flamancima (hol. nieuwe Vlamingen), neka od odruženja su: IJzerbedevaartcomité, OVV i VOS. Radikalni flamanski nacionalizam se danas manifestuje tokom IJzerwake i Vlaams Nationaal Zangfeest. 
Motivacije velikog dela Flamanskog pokreta se u velikoj meri i dalje vrte oko, kako pokret smatra, postojećih diskriminacija Flamanca u i od strane belgijskih institucija. Što se često naziva „Belgisch democratisch deficit” (belgijski demokratski deficit).